# Beauvais
Beauvais é uma comuna localizada no norte da França e a capital do departamento de Oise. Dista aproximadamente 79 km de Paris. População (1999): 100,733.

## História

### Pré-história e Antiguidade
Os primeiros vestígios de frequentação do sítio de Beauvais datam de 65 000 antes da nossa era. Acampamento fortificado pelos romanos, Beauvais levou, no século I, o nome de Cesarômago: o Mercado de César.
Tornada Belóvaco, a cidade galo-romana foi novamente destruída pelas invasões bárbaras por volta de 275. Foi reconstruída no século IV e dotada de fortificações. As muralhas formam um retângulo de 260 metros por 400 metros, que protege uma área de 10 hectares. A cidade é aberta a leste pela Porte du Châtel e a oeste pela Porte du Limaçon. Cada canto é ocupado por uma imponente torre quadrada, da qual apenas uma é visível ainda hoje perto da catedral, foi colocada uma pavimentação especial para indicar a localização das muralhas e das torres. A cada 20 metros, torres salientes reforçavam as paredes.
Em 328, o Imperador Constantino I, que havia autorizado a prática do Cristianismo, visitou os veteranos de seu exército no castro dos belóvacos. É o início da cristianização da região e a fonte do poder dos bispos de Beauvais.

### Idade Média
Desde o início da Idade Média, a autoridade dos bispos de Beauvais cresceu ao mesmo tempo que crescia a nova fé. O bispado de Beauvais é considerado uma posição tanto mais prestigiosa quanto beneficia de rendimentos consideráveis. Beauvais está numa encruzilhada de rotas comerciais e, além disso, o bispo combina poderes religiosos e políticos como bispo-conde. Este título fez dele o verdadeiro mestre da cidade porque ele era um dos 12 pares da França, as pessoas mais importantes na hierarquia medieval, reunindo os seis pares eclesiásticos (os dois outros bispos-condes, os três bispos-duques) e os seis pares leigos (três duques e três condes) das nobrezas da França, logo abaixo do rei.
Em 1096, Renaud de Beauvais participou da primeira cruzada. Seu nome aparece na quinta sala das cruzadas do Palácio de Versalhes.
A comuna foi criada muito cedo, no século XI. Ela se tornou próspera e gradualmente adquire direitos para promover sua indústria. Pragmática, ela regularmente se aliava ao rei da França contra o bispo e confiava nos têxteis para consolidar seu poder financeiro. Naquela época, o tecido de Beauvais era exportado para o Oriente e as oficinas se multiplicavam. Fazendo parte de uma "Liga" de quinze "cidades drapeadas", Beauvais é o terceiro pólo em ordem de importância. Os artesãos trabalham com todo tipo de lã, inclusive as mais finas, importadas de Londres. As corporações foram enriquecidas com ofícios cada vez mais diversificados: tintureiros, finalizadores, tosquiadores, costureiros... Um grupo de 80 famílias governava os trabalhadores. O crescimento económico de Beauvais é então importante: é, desde então, uma cidade rica perto da sua idade de ouro. Os prefeitos deste período são, em sua maioria, do estreito círculo desses comerciantes. A hierarquia era rígida e as brigas sociais estavam sujeitas à autoridade do rei, que se encarregava, se necessário, de constranger o bispo. Deste período data a Basse-Œuvre, que, se é de fato a antiga catedral Carolíngio, não é a primeira "catedral" construída em Beauvais. Graças às escavações, pôde se datar a sua construção na segunda metade do século X. O Basse-Œuvre incluiu vários anexos contemporâneos da igreja. Afrescos deveriam animar suas paredes. Vários fragmentos foram encontrados, incluindo a cabeça de um homem, de notável qualidade. Raro testemunho na França de arquitetura carolíngia ainda preservada, o edifício é construído de acordo com as técnicas da época, com os reutilizados galo-romanos.
Ao mesmo tempo, apareceram as ordens mendicantes, cujos conventos foram construídos a leste da cidade, em pleno bairro operário. É nessa época que datam os leprosários Saint-Lazare e Saint-Antoine. Inicialmente desprovidas de propriedade, essas ordens enriqueceram gradualmente e desempenharam um papel significativo na cidade.
O crescimento econômico experimentado por Beauvais durante os séculos XIII e XIV foi acompanhado por uma intensa vida artística. Os canteiros de obras estão se multiplicando. A Igreja de Saint-Étienne, localizada perto da praça principal, foi concluída por volta de 1220, e logo após a construção da catedral gótica começou. Em 1225, o bispo-conde Milon de Nanteuil (também protagonista de um duro conflito com o rei São Luís a partir de 1232, cujo poder episcopal sairá enfraquecido) lança o projeto do que se tornará o monumento emblemático de Beauvais: a Catedral de Saint-Pierre. Esta obra gigantesca deveria ultrapassar em altura as catedrais de todas as cidades vizinhas. Esplendor gótico, superará em seus 48 metros tudo o que havia sido feito antes. O coro e o Corredor oriental do transepto foram concluídos em 1272. Em 1284, as partes superiores das baías retas do colapso do coro. A reconstrução durou até meados do século XIV, mas a obra parou durante a Guerra dos Cem Anos. O transepto, obra-prima da arquitetura extravagante, foi construído no século XVI pelo arquiteto Martin Chambiges por iniciativa do conde-bispo Louis de Villiers de L'Isle-Adam. Uma enorme torre de mais de 150 m de altura foi posteriormente erguida no cruzamento do transepto, em vez de construir uma nave que consolidaria o monumento. Mas, mal terminada, a flecha desmorona em 1573. A nave nunca foi realizada, por falta de verbas. A igreja tem 72,50 m de comprimento com uma extraordinária altura de abóbada de quase 48,50 m, a mais alta da arquitetura gótica na Europa. Mesmo inacabado, o edifício continua a ser um dos lugares altos do patrimônio religioso.

### Ancien Régime
No século XVII, sob os episcopados de Augustin Potier e seu sobrinho e sucessor Nicolas Choart de Buzenval, Beauvais era um centro de estudo e piedade. O primeiro legou à sua catedral uma importante biblioteca de material impresso. O segundo, auxiliado pelo cônego Godefroy Hermant, fez do bispado e do seminário da cidade um centro de Jansenismo. O historiador Louis-Sébastien Le Nain de Tillemont, em particular, foi aluno do seminário e do cônego Hermant.

### Idade Contemporânea
No final do século XVIII, começou o declínio desta cidade ativa. Beauvais permanece fiel aos têxteis, enquanto estava se acelerando em todos os outros lugares a Revolução industrial. Ao se concentrar em lã, fabricação de escovas, alimentos e confeitaria, a indústria local estava perdendo mercados importantes. A ferrovia está estabelecida em outro lugar e não para por aí. No início do Segundo Império, Beauvais ainda estava na era da diligência, enquanto que a ferrovia chegava a Ruão, Le Havre, Lille, Saint-Quentin. Não foi até 1876 que a linha direta para a capital foi aberta. E foi também um período de mudanças arquitetônicas: a cidade se abriu, com o desenvolvimento dos boulevards, no local da antiga muralha medieval. Edifícios públicos importantes são erguidos: o Hôtel-Dieu, a escola secundária Félix-Faure, a estação. No Faubourg Saint-Jacques, os matadouros foram construídos e beneficiados de uma cuidada arquitetura industrial. Na praça principal foi inaugurada em 1851 pelo príncipe Luís Napoleão Bonaparte, a estátua de Jeanne Hachette.
O relógio astronômico (1865-1868) da catedral se esconde sob seu móvel romano-bizantino de 12 metros de altura, um mecanismo muito completo devido a Auguste Vérité.
Enquanto que o movimento de urbanização continuava fora do centro antigo, um novo elemento é introduzido na arquitetura: a cerâmica da qual Beauvaisis é produtora. A fachada da fábrica Gréber é um belo exemplo dessa produção. Casas de estilo inglês, vilas de imitação balneária, fachadas Art déco pontuam principalmente o Boulevard Saint-André e a Avenue Victor-Hugo.